# 岐阜県道70号白川福岡線
岐阜県道70号白川福岡線（ぎふけんどう70ごう しらかわふくおかせん）は、岐阜県加茂郡白川町から岐阜県中津川市に至る県道（主要地方道）である。

## 概要

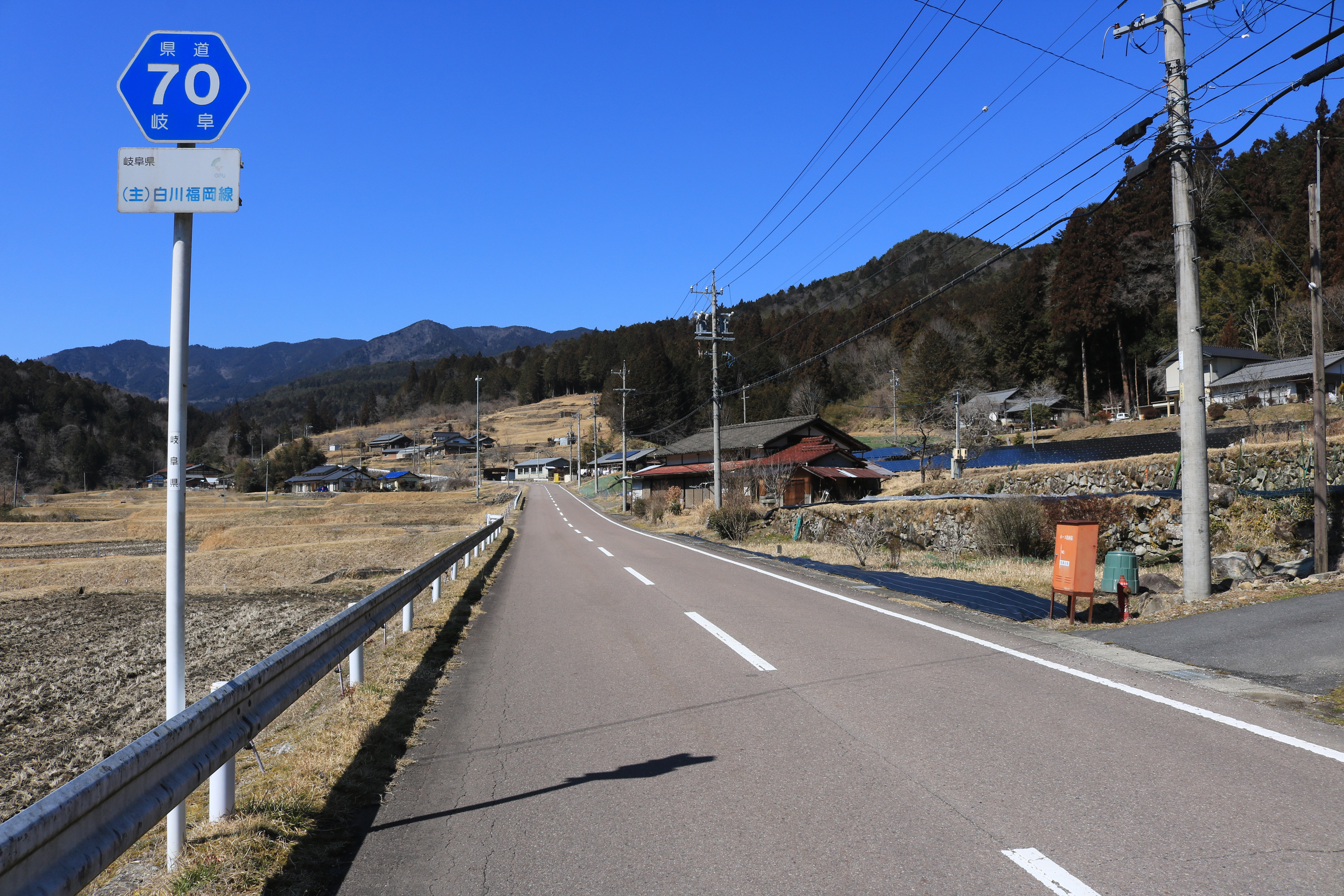
岐阜県道70号白川福岡線、中津川市福岡にて

加茂郡白川町三川の岐阜県道68号恵那白川線交点が起点。黒川（木曽川水系飛騨川支流）に沿って進み、黒川地区からは岐阜県道72号恵那蛭川東白川線と重複して、黒川支流の鱒淵川に沿って進む。岐阜県道72号恵那蛭川東白川線と分かれ、切越峠を越えると中津川市福岡（旧恵那郡福岡町）に入る。付知川を渡った中津川市下野の下野交差点（国道256号、257号交点）が終点。

### 路線データ
- 始点：岐阜県加茂郡白川町三川（岐阜県道68号恵那白川線交点）
- 終点：岐阜県中津川市下野 下野交差点（国道256号、国道257号交点）
- 総延長：約30km
- 実延長：30.074km[1]

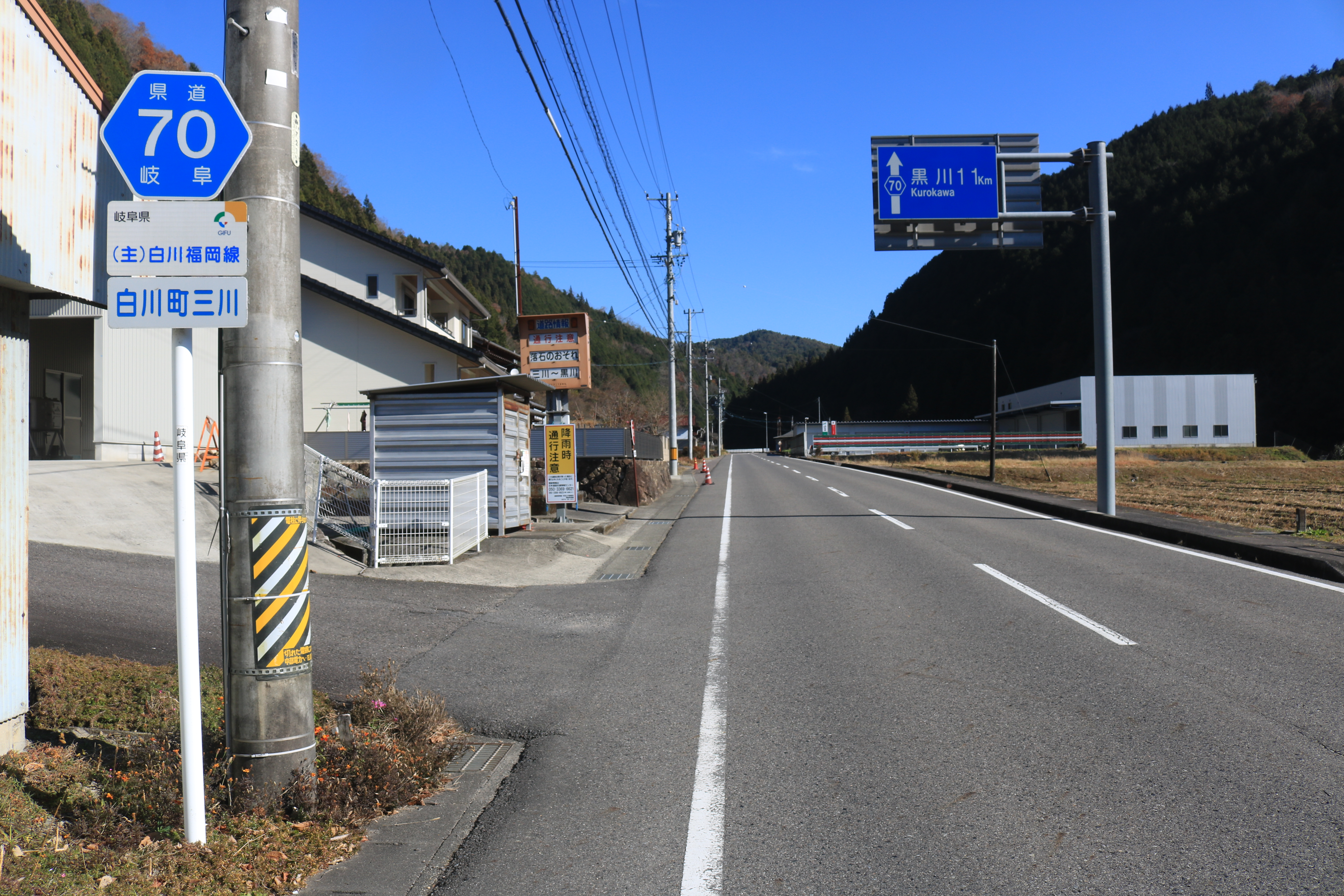
始点付近：岐阜県加茂郡白川町三川
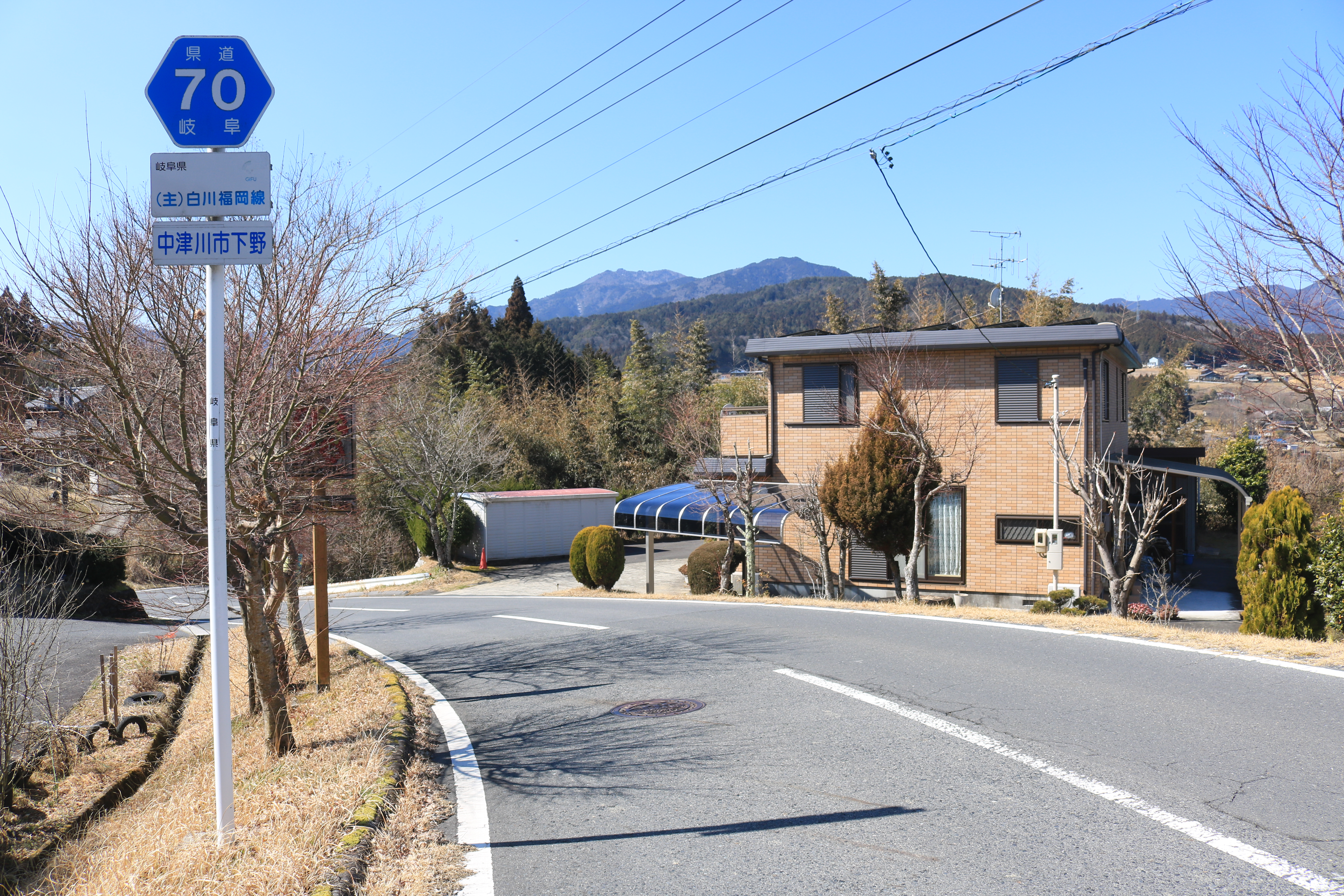
終点付近：岐阜県中津川市下野

## 歴史
- 1993年（平成5年）5月11日 - 建設省から、主要県道恵那蛭川三川線の一部および一般県道黒川福岡線が白川福岡線として主要地方道に指定される[2]。
- 1994年（平成6年）4月1日 - 岐阜県が主要地方道70号白川福岡線を認定。

## 路線状況

### 重複区間
- 岐阜県道72号恵那蛭川東白川線（加茂郡白川町黒川）

## 地理

### 通過する自治体
- 岐阜県
  - 加茂郡
    - 白川町

  - 中津川市

### 接続路線
- 岐阜県道68号恵那白川線（加茂郡白川町三川）
- 岐阜県道72号恵那蛭川東白川線（加茂郡白川町黒川）
- 国道256号（中津川市 下野交差点）
- 国道257号（中津川市 下野交差点）

### 沿線

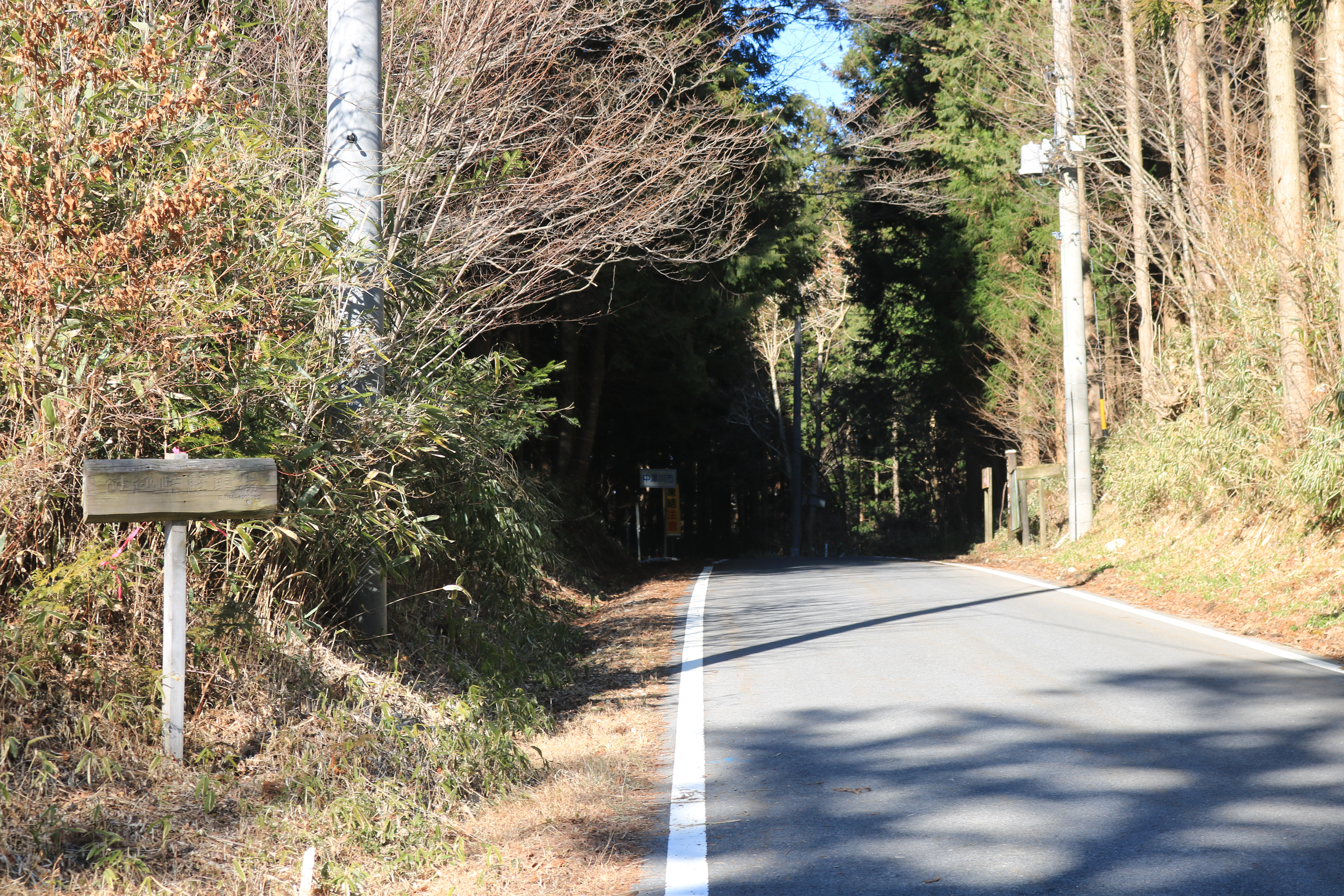
切越峠

- 西黒川簡易郵便局
- 東黒川簡易郵便局

### 主な峠
- 切越峠 - 二ッ森山の登山口がある[3]。